# 相折
相折（そうせち、相節）とは、院宮王臣家や寺社、荘園などにおいて、年貢などの収入を目的に応じて分割すること。また、実際に配分された金や米、あるいはその実施のために作成された帳簿（相折帳・相折文）などをさす場合もある。
相折（相折帳）は政所などの家政機関において作成され、これに基づいて物資の調達を行うための下文などの命令文書が作成された。相折（相折帳）は家政機関における予算書にあたり、年貢収入などの収入に対して、日常における経費や職員の給与及び食費、恒例もしくは臨時の行事や神事・仏事に必要とされる経費・物資の額や量が示され、相折（相折帳）の見通しに合わせた支出や自領への賦課が行われていた。